# Bas van Velthoven
Bas van Velthoven (ur. 26 lutego 1985 w Hazerswoude-Rijndijk) – holenderski pływak, specjalizujący się głównie w stylu dowolnym.
Wicemistrz świata na krótkim basenie z Manchesteru w sztafecie 4 x 100 m stylem dowolnym. Brązowy medalista mistrzostw Europy z Eindhoven w sztafecie 4 x 100 m stylem dowolnym oraz mistrzostw Europy na krótkim basenie z Helsinek w sztafecie 4 × 50 m stylem dowolnym.
Uczestnik Igrzysk Olimpijskich z Pekinu (10. miejsce w sztafecie 4 x 100 m stylem dowolnym).